# Nebojša Stefanović
Nebojša Stefanović, cyr. Небојша Стефановић (ur. 20 listopada 1976 w Belgradzie) – serbski polityk i ekonomista, parlamentarzysta, minister i wicepremier, od 2012 do 2014 przewodniczący Zgromadzenia Narodowego.

## Życiorys
Ukończył szkołę średnią w Belgradzie, następnie studia biznesowe na Uniwersytecie Megatrend, w 2011 uzyskał magisterium z ekonomii. Pracował jako dyrektor ds. marketingu w przedsiębiorstwie handlowym, następnie był zastępcą dyrektora ds. finansowych w innej firmie.
Należał do Serbskiej Partii Radykalnej. W latach 2004–2008 zasiadał w stołecznej radzie miejskiej. W 2007 i w 2008 wybierany na posła do Skupsztiny. W 2008 znalazł się wśród założycieli Serbskiej Partii Postępowej, został jej wiceprzewodniczącym, stanął też na czele stołecznych struktur SNS.
Po wyborach w 2012 objął urząd przewodniczącego Zgromadzenia Narodowego, który sprawował do 2014, uzyskując w tymże roku poselską reelekcję. 27 kwietnia 2014 objął stanowisko ministra spraw wewnętrznych w rządzie Aleksandara Vučicia. Pozostał na tym urzędzie również w powołanym w sierpniu 2016 drugim gabinecie dotychczasowego premiera, otrzymując dodatkowo nominację na funkcję wicepremiera. Utrzymał obie te funkcje także w utworzonym w czerwcu 2017 rządzie Any Brnabić. W utworzonym w październiku 2020 drugim gabinecie dotychczasowej premier został wicepremierem oraz ministrem obrony. Funkcje te pełnił do października 2022.